# Robres
Robres – gmina w Hiszpanii, w prowincji Huesca, w Aragonii, o powierzchni 64,3 km². W 2011 roku gmina liczyła 605 mieszkańców.